# Dorset County Museum
Das Dorset County Museum ist ein Museum in Dorchester, Dorset, England. Es wurde 1846 gegründet und zeigt Ausstellungsstücke aus Geschichte und Natur von Dorset. Das gegenwärtige Gebäude wurde 1881 an Stelle des George Inn errichtet. Es wurde speziell als Ausstellungsraum für die Sammlungen des Museums entworfen und ist im Stil des Gothic Revival gehalten.
Das Museum hat Informationen und mehr als 2 Millionen Artefakte, die sich auf Archäologie (zum Beispiel Maiden Castle), Geologie (Jurassic Coast), Lokalgeschichte, lokale Schriftsteller (Thomas Hardy) und Naturgeschichte. Es gibt Videodisplays, Kinderprogramme und einen Audioguide. In den Sammlungen finden sich Dinosaurier-Trittsiegel, römische Mosaiken und originale Manuskripte von Thomas Hardy.

## Museum
Das Museum wurde 1846 gegründet und umfasst vor allem zwei bedeutende Sammlungen, nämlich das Archiv von Thomas Hardys Werken, sowie Fossilien von der Jurassic Coast. Die gesamte Kollektion umfasst ca. 4 Millionen Stücke. Das Museum gehört der Dorset Natural History and Archaeological Society. Viele Sammlungsstücke sind jedoch bei der nahegelegenen All Saints’ Church untergebracht. Die Besucherzahlen steigen stetig an. 2014 kamen 45.000 Besucher und 2016 schon 47.000. TripAdvisor hat dem Museum vier Jahre in Folge seinen Certificate of Excellence Award zugesprochen.
2016 veröffentlichte das Museum Pläne für eine Erweiterung mit Kosten von £13 Mio. Dieser Bau soll die komplette Sammlung unter einem Dach zusammenführen und unter anderem ein learning centre, Café, Bibliothek und Museumsshop enthalten. Drei Viertel der Mittel für die Erweiterung würden durch den Heritage Lottery Fund zur Verfügung gestellt. Ohne die Erweiterung sind weniger als zwei Prozent der Sammlung in der Ausstellung zu sehen.

### Ausstellung
Thomas Hardy war einer der Gründer des Museums und mehr als siebentausend Artefakte, die mit ihm in Verbindung stehen, befinden sich in den Sammlungen des Museums, unter anderem eine Erstausgabe von 1874 von Far From The Madding Crowd. Weitere Gegenstände des Hardy Archive sind sein handgeschriebenes Manuskript für The Woodlanders, das Kleid seiner Schwester, welches als Inspiration für das Kleid in Tess of the d’Urbervilles gilt, sowie eine Rekonstruktion von Hardys Studierzimmer.
Die Ancient Dorset Gallery wurde im November 2015 von dem Archäologen Julian Richards eröffnet und zeigt historische Artefakte der Wikinger aus einer nahegelegenen Begräbnisstätte. Außerdem werden prähistorische Feuerstein Faustkeile, einen römischen Glaspokal und eine Bronze-Spiegel aus der Eisenzeit. Das British Museum lieh drei neolithische Jadeit-Äxte und Keulenköpfe für die Ausstellung aus.
Im Juli 2016 eröffnete das Museum eine Galerie mit dem Schwerpunkt auf dem Werk von William Barnes, worin von seiner bescheidenen Herkunft bis zu seinem Vermächtnis in der Dichtung, Schriftstellerei und Musik berichtet wird. Die Galerie wurde von Bonny Sartin, der Leadsängerin von The Yetties, eröffnet.
2018 wurde in einer Sonderausstellung von Februar bis Mai der Gipsabguss von Dippy gezeigt, einem Gipsabguss eines Diplodocus-Dinosaurier aus dem Natural History Museum, London.

## Gebäude
Das Gebäude des Dorset County Museum steht an der High West Street in Dorchester, Dorset. Es wurde ca. 1881 aus Portland Stone errichtet nach Plänen der Architekten von G R Crickmay and Son aus Weymouth. Das Gebäude ist zweistöckig mit einem Schieferdach. Die Fassade ist durch zwei Gurtgesimse (stringcourses) an den zurückweichenden Wänden mit „hood mould“-Verdachungen über den Fenstern und einer Zinnengeschmückten Brüstung verziert. Die Front hat eine Einbuchtung (bay), die sich mit sieben Transom-Fenstern über zwei Stockwerke erstreckt. An der Spitze der Einbuchtung steht ein Dreipass-Fenster mit dem Wappen von Dorchester. Die gusseisernen Säulen und die weiteren Metallarbeiten in der Victorian Hall wurden in Frome von Edward Cockey & Sons gegossen.
In der ersten Etage gibt es einen Erker (oriel window) über verzierten Trompen (squinch). Der Eingang befindet sich links von der Einbuchtung und darüber sind drei Wappen angebracht. Das Gebäude wurde am 8. Mai 1975 zusammen mit den nahegelegenen Shire Hall, Holy Trinity Church und St. Peter’s Church als Grade II listed building ausgewiesen. Auf der Rückseite des Gebäudes befindet sich John White’s Rectory, welches ebenfalls dem Museum gehört. Dort residierte der Kolonist, während er Charters für die Kolonisierung von Massachusetts genehmigen ließ.

## Galerie

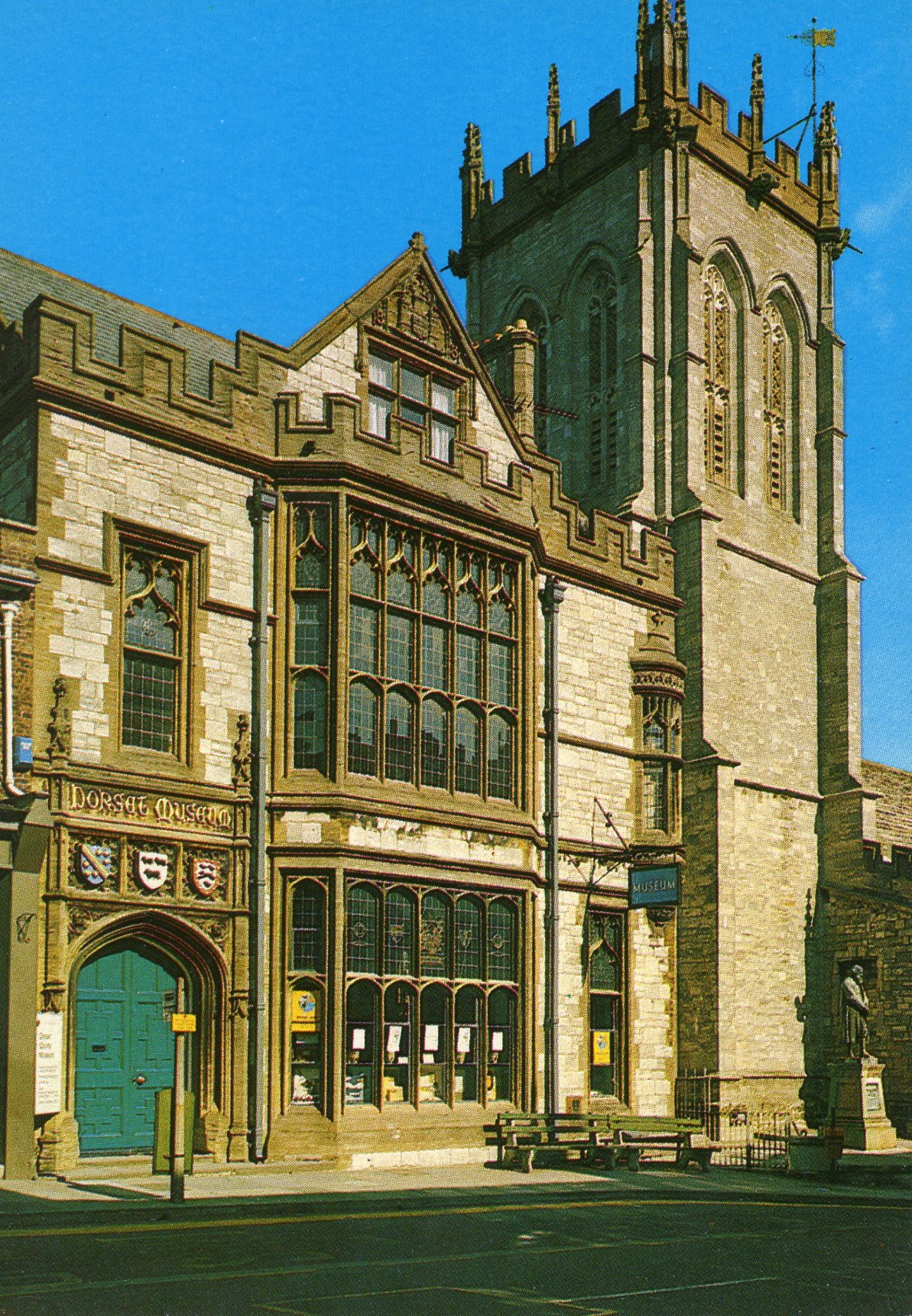
Museumseingang.
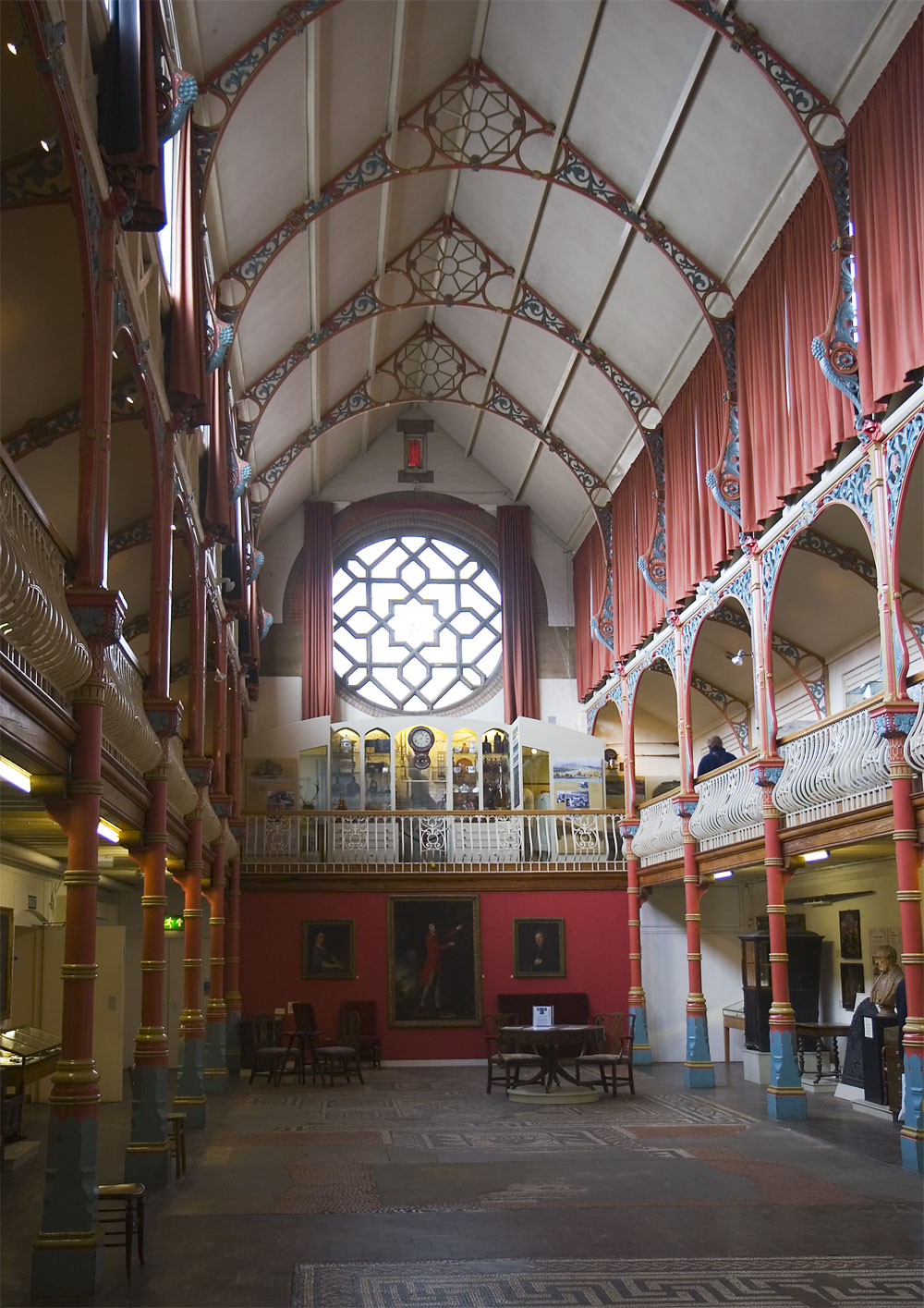
Victorian Gallery.